# American Soldier
Az American Soldier az amerikai Queensrÿche együttes tizedik nagylemeze, mely 2009-ben jelent meg. A lemez koncepcióalbum, mely amerikai katonák fronton szerzett tapasztalatairól, érzelmeikről, életükről szól. Ezt a koncepciót egyrészt az iraki háború másrészt Geoff Tate apja inspirálta, aki szintén szolgált a seregben. Geoff számos katonával készített interjút, melyek beszédfoszlányai a lemezen is hallhatók. Érdekesség, hogy a Home Again című dalban Geoff Emily nevű 10 éves lányával énekel duettet.
A lemezen a 90-es évekbeli Queensrÿche irányvonala éppúgy jelen van mint a metalosabb témák. A kilépett Mike Stone gitáros helyett nem vettek be senkit, így a lemezen csak Michael Wilton játéka hallható. Érdekesség, hogy a dalszerzésben az egykori gitáros - valamint a lemez producere - Kelly Gray is szervesen részt vett.
Az album fogadtatása nagyrészt pozitív volt, és a Billboard listáján a 25. helyen nyitott.

## Számlista
1. "Sliver"  (Jason Slater/Geoff Tate) (3:09)
2. "Unafraid" (Jason Slater/Geoff Tate) (4:47)
3. "Hundred Mile Stare" (Kelly Gray/Geoff Tate) (4:31)
4. "At 30,000 Ft" (Jason Slater/Geoff Tate) (5:11)
5. "A Dead Man's Words" (Jason Slater/Geoff Tate) (6:35)
6. "The Killer" (Jason Slater/Geoff Tate) (5:26)
7. "Middle of Hell" (Kelly Gray/Damon Johnson/Scott Rockenfield/Geoff Tate) (5:28)
8. "If I Were King" (Jason Slater/Geoff Tate) (5:17)
9. "Man Down!" (Kelly Gray/Geoff Tate) (4:57)
10. "Remember Me" (Jason Slater/Geoff Tate) (5:00)
11. "Home Again" (Kelly Gray/Damon Johnson/Scott Rockenfield/Geoff Tate) (4:41)
12. "The Voice" (Jason Slater/Geoff Tate) (5:29)

## Közreműködők

### Zenekar
- Geoff Tate - Ének
- Michael Wilton - Szóló/Ritmus/Akusztikus Gitár
- Eddie Jackson - Basszusgitár
- Scott Rockenfield - Dob

### Vendégek
- Emily Tate - Ének (Szám 11)
- Jason Ames - Vokál (1 & 8)
- A.J. Fratto - Vokál (1)
- Vincent Solano - Vokál (5)
- Kelly Gray - Vendéggitáros
- Damon Johnson - Vendéggitáros
- Randy Gane - Billentyűs hangszerek

### Produkció
- Jason Slater - Producer
- Kelly Gray - Producer